# Tema (književnost)
Tema (grč. thema – stavak, tvrdnja), glavna misao rasprave, govora ili nekog (ne samo umjetničkog) djela; predmet umjetničke obrade. Ono "o čemu" se u nekom djelu govori. Koristi se i oblik "temat"
Tema može biti i dio iskaza koji ne sadrži novu obavijest, već onu poznatu iz konteksta (ono što je dano).
Neki stariji pisci su je poimali kao imenicu srednjeg roda. Tako kod J. Iblera nalazimo plural u obliku "neka temata".